# Knuthpriset
Knuthpriset delas ut årligen (tidigare varje 1½ år) av ACM SIGACT (Association for Computing Machinerys Special Interest Group on Algorithms and Computing Theory) och IEEE Computer Society för enastående bidrag till datavetenskapen.
Utmärkelsen innefattar ett kontantpris om $5000 samt ett resestipendium om $1000 (för resan till prisutdelningen). Priset delas ut till individer som gjort viktiga bidrag till de grundläggande datavetenskapliga teorierna under en lång tid. Pristagaren väljs av en jury om sex personer vilka väljs av ACM SIGACT samt IEEE TCMFC.
Priset är namngivet efter Donald E. Knuth för att hedra dennes otaliga bidrag till datavetenskapen.

## Pristagare
| År   | Namn                   | Motivering/Kommentar |
| ---- | ---------------------- | --- |
| 1996 | Andrew Chi-Chih Yao    | För grundläggande forskning kring beräkningskomplexitet. |
| 1997 | Leslie G. Valiant      | För sina omfattande bidrag till forskningen kring beräkningskomplexitet, parallellisering och teorin kring lärande. |
| 1999 | László Lovász          | För sina fundamentala upptäckter vilka blivit standardiserade verktyg inom den teoretiska datalogin. |
| 2000 | Jeffrey D. Ullman      | För sina bidrag till forskningen kring teoretisk datalogi, speciellt applicerade områden såsom kompilatorer, databaser och parallellisering; och för hans bidrag till utbildning i teoretisk datalogi i form av böcker och handledning av studenter. |
| 2002 | Christos Papadimitriou | För sina grundläggande bidrag till datalogin. |
| 2003 | Miklos Ajtai           | För sina många nyskapande bidrag till den teoretiska datalogin. |
| 2005 | Mihalis Yannakakis     | För sin bredd i bidragen till den teoretiska datalogin. |
| 2007 | Nancy Lynch            | För sina grundläggande och inflytelserika bidrag till forskningen kring distribuerade system. |
| 2008 | Volker Strassen        | För sitt banbrytande arbete inom effektiva algoritmer. |
| 2010 | David Johnson          | För sina bidrag till teoretisk och experimentell analys av algoritmer. |
| 2011 | Ravi Kannan            | . |
| 2012 | Leonid Levin           | För fyra årtionden av visionärt forskningsarbete inom komplexitet, kryptografi och informationsteori. |
| 2018 | Johan Håstad           | För sina bidrag inom Boolsk kretskomplexitet, slumptalsgenerering and approximerbarhet. |